# Magnolia guerrerensis
Magnolia guerrerensis är en magnoliaväxtart som beskrevs av J.Jiménez Ram., K.Vega och Cruz Durán. Magnolia guerrerensis ingår i släktet Magnolia och familjen magnoliaväxter. Inga underarter finns listade i Catalogue of Life.